# 庫勒斯道夫戰役
庫勒斯道夫戰役（Battle of Kunersdorf），是七年戰爭中普魯士與奧地利俄國聯軍在1759年8月12日的戰役。以奧俄聯軍勝利作結。

## 戰前形勢
1759年戰局開始，普魯士在各個戰場上有13萬軍隊，而聯軍總兵力接近40萬。年初，亨利親王出奇兵成功地燒毀了奧地利軍隊糧草囤積地，道恩按兵不動。7月份的整個戰略形勢是這樣的：西線能力超群的斐迪南親王元帥面對法軍，在明登戰役中又獲得一次勝利。南線腓特烈大帝當面，道恩的奧軍75,000人仍然按兵不動。東線俄軍總司令換了薩爾特科夫（Saltykov）上將，主力有6萬人。腓特烈自己領兵擋在道恩和薩爾特科夫之間，阻止俄軍南下或者奧軍北上會師。但是在俄軍當面，多納將軍節節敗退，腓特烈焦躁起來，派威德爾（Wedel）將軍接替，強逼著威德爾以28,000普軍進攻薩爾特科夫的6萬人。7月23日，威德爾在凱伊之戰（Battle of Kay）（又稱帕爾齊希之戰Battle of Paltzig）中失敗，損兵8,300人，東線危急。 
腓特烈留亨利親王鎮守原地，警戒道恩元帥，自己帶兵北上，渡奧得河迎擊俄軍。同時，道恩本人雖然不動聲色，但是他分出24,000奧軍交給勞頓將軍指揮，讓他北上與薩爾特科夫的俄軍主力會合。8月12日，普魯士和俄奧聯軍之間爆發庫勒斯道夫戰役。

## 普軍大敗

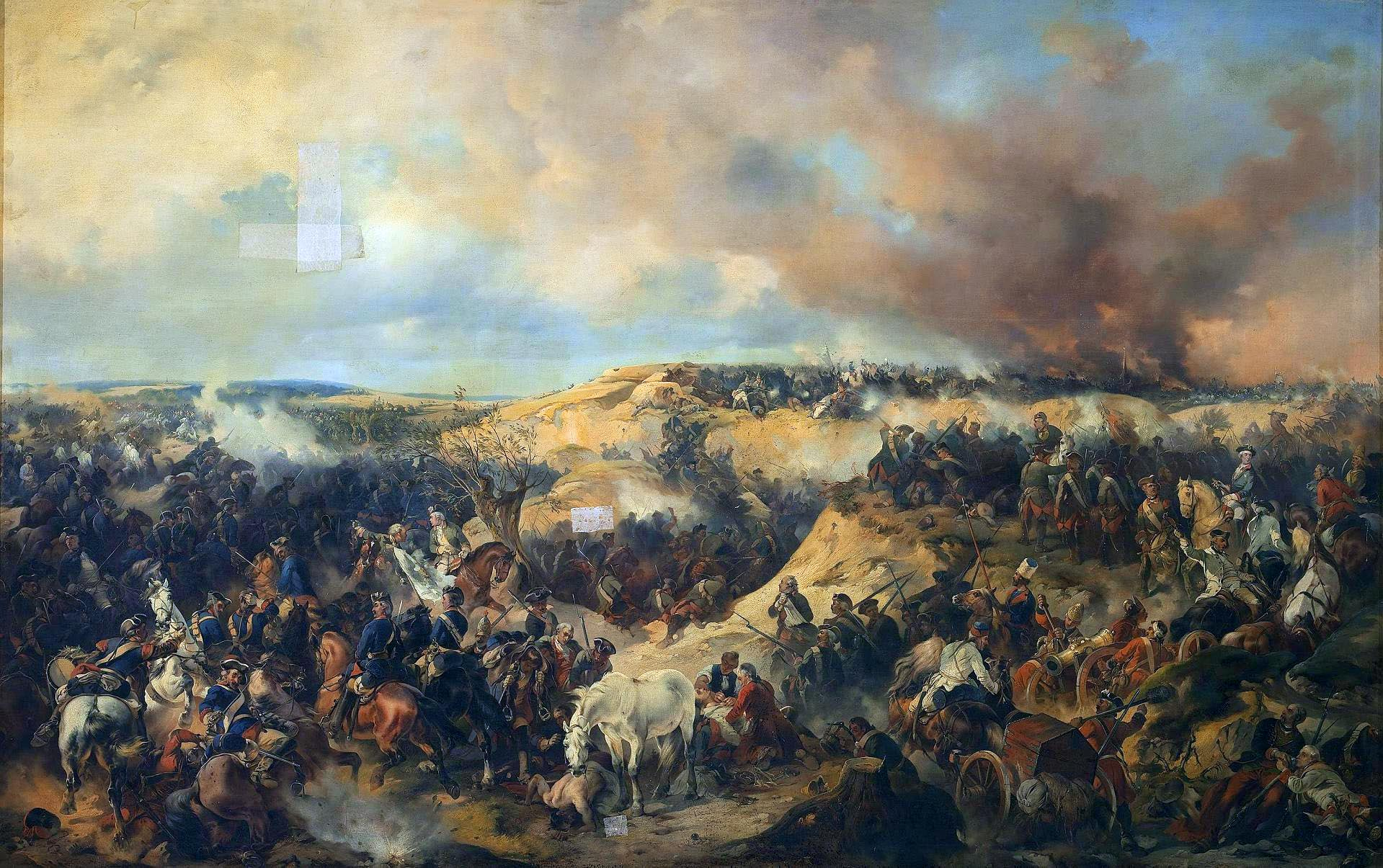
庫勒斯道夫戰役

庫勒斯道夫戰役俄奧軍的防線是東北-西南走向。腓特烈以芬克將軍的一個軍在北方俄軍左翼頂端列陣佯攻，同時集中主力於正東和南方進攻。但是這次腓特烈的攻勢過於魯莽，戰前偵察不力，他不知道，他所選擇的進攻點，實際上是聯軍防禦最強的部分，而且防線正面有一片池塘，地面鬆軟，不利於作戰。上午11點半，普魯士主力發動炮擊，60門重炮分成3個炮兵群，猛轟聯軍戰線，俄軍40門大炮被炸毀。普魯士步兵在炮火掩護下，最初一小時進展順利，粉碎聯軍5個超大編制的團，拿下Muhl-Berge突出部。但是腓特烈不知道，這個突出部後面有一條山谷形成天然障礙，普軍繼續進攻必須越過這條山谷，俄軍就在山谷周圍站穩腳跟，憑險據守。普軍正面攻不上去，投入騎兵預備隊再攻，騎兵將軍塞德利茨受傷被抬出戰場，第二任騎兵指揮官符滕堡親王又受傷撤出戰鬥，第三任騎兵總指揮Platen中將變換攻擊點，將主力越過乾涸的池塘進攻，結果陷於鬆軟的地面，俄奧騎兵乘勢在炮火掩護下反攻，普軍陣形大亂，腓特烈的兩匹坐騎倒斃，一發子彈擊中腓特烈胸部，正好打在他的金質鼻煙盒上，腓特烈死裏逃生。
庫勒斯道夫戰役，腓特烈在不熟悉地形的情況下，以劣勢兵力魯莽發動進攻，結果成為他生涯最慘的一次失敗。普軍死傷逃亡損失慘重，在撤退之後，馬上能集中起來軍隊的少於3,000人，幾天之後，也不過才收攏了18,000人。此戰腓特烈共損失19,000人，包括6,000陣亡。薩爾特科夫不久晉升俄國元帥。腓特烈失敗的原因，除了低估對手，戰前偵察不力之外，軍隊素質也很關鍵：經過連番大戰，戰爭開始時紀律嚴明訓練有素的普魯士士兵，差不多全都損失掉了，為了彌補普魯士人力不足，腓特烈不得不把各次戰役中俘虜的德意志各邦（包括奧地利）的士兵補充進軍隊。普軍素質嚴重下降，這就是普魯士軍隊依靠棍棒和體罰維持紀律的深層原因，當時也是維持軍隊不得已而為之。

## 戰後影響
庫勒斯道夫戰役是一場腓特烈輸不起的戰役，因為這次失敗之後，薩爾特科夫的俄軍主力、道恩的奧軍主力、奧軍勞頓和哈迪克（Haddik）的獨立軍團，成環形雲集在普魯士本土周圍，給腓特烈套上了絞索。腓特烈本人以為一切已經結束，甚至準備在柏林堅守並戰死。但是盟國之間的分歧解救了他：薩爾特科夫和道恩之間嚴重不和，俄奧兩軍主力未能在柏林城外會合。同時，亨利親王的4萬普軍在道恩背後出擊，破壞道恩的交通線，道恩元帥不得不回師應付。而俄國在這場戰爭中，並不像奧地利那樣有切身的利益，奧軍一撤，攝於腓特烈往日威名，俄軍也覺得犯不著為了奧地利的政治目標火中取栗，於是也撤回奧得河以東，回營地過冬去了。
腓特烈尾隨道恩向南，與德累斯頓境內的亨利親王會師，總兵力又恢復到6萬，與道恩的奧軍主力對峙。時值隆冬，雙方的補給都困難，腓特烈派出芬克（Finck）將軍率一個軍15,000人穿插至敵後，破壞道恩的交通線，同時搜集補給。老謀深算的道恩元帥，表面上不動聲色，暗中派出32,000奧軍離開大營，分三路悄悄包圍了芬克的部隊，在馬克森之戰（Battle of Maxen）中於雪地裏發動奇襲，11月20日下午，芬克全軍投降，奧地利僅損失934人。兩星期以後，奧軍又消滅了另一支腓特烈派出來破壞交通線的支隊，殲滅Diericke少將的3個營。這樣的零散損失，都是普軍所承受不起的。

## 參看
- 七年戰爭